# Julio Casas Regueiro
Julio Casas Regueiro (Santiago di Cuba, 16 febbraio 1936 – L'Avana, 3 settembre 2011) è stato un generale e politico cubano, è stato Vicepresidente del Consiglio di Stato di Cuba e Ministro delle Forze armate rivoluzionarie cubane (Ministro della difesa).

## Biografia
membro del politburo del Partito Comunista di Cuba ha combattuto nel Movimento del 26 luglio durante la Rivoluzione cubana. Ha servito come ministro responsabile delle Forze Armate Rivoluzionarie cubane e comandante in capo della Polizia militare rivoluzionaria, diventando rapidamente l'ufficiale di maggiore importanza secondo soltanto a Raúl Castro. Comandò varie unità in Etiopia durante la Guerra dell'Ogaden, nel 2001 gli fu concessa l'onorificenza di Eroe della Repubblica di Cuba

## Onorificenze
| Controllo di autorità | VIAF (EN) 18874283 · ISNI (EN) 0000 0000 4030 1183 · LCCN (EN) n92037920 |